# صالون (موقع إنترنت)
صالون (Salon) هو موقع أخبار ورأي أمريكي، أنشأه ديفيد تالبوت في عام 1995 وهو مملوك حالياً لمجموعة صالون الإعلامية (Salon Media Group). يُركِّز على السياسة الأمريكية والثقافة والأحداث الجارية. له توجه سياسي تقدمي، ليبرالي أو يساري. منذ عام 2007، تم تمويل الشركة من قبل جون وورنوك وويليام هامبرشت.
يقع مقر صالون في 870 شارع ماركت، سان فرانسيسكو، كاليفورنيا.

## وصلات خارجية
- صالون على موقع روتن توميتوز (الإنجليزية)
- الموقع الرسمي